# Wiktorowice
Wiktorowice – wieś w Polsce położona w województwie małopolskim, w powiecie krakowskim, w gminie Kocmyrzów-Luborzyca.
Wieś duchowna, własność Opactwa Cystersów w Mogile położona była w drugiej połowie XVI wieku w powiecie proszowskim województwa krakowskiego. W latach 1975–1998 miejscowość administracyjnie należała do województwa krakowskiego.
Integralne części miejscowości: Baranówka, Niewarcza.